# Sự kiện UFO Zanfretta
Sự kiện UFO Zanfretta là cuộc gặp gỡ với sinh vật ngoài hành tinh của người gác đêm Pier Fortunato Zanfretta. Sau đó, ông tuyên bố mình đã bị chủng tộc ngoài hành tinh này bắt cóc tới 11 lần từ năm 1978 đến năm 1981.

## Diễn biến
Theo lời Zanfretta, vào khoảng 23 giờ 30 phút ngày 6 tháng 12 năm 1978, anh đang kiểm tra biệt thự "Casa Nostra", và khi bước vào sân sau, anh nhìn thấy một vật thể màu đỏ, hình bầu dục có đường kính hơn 10 mét (33 ft). Tại thời điểm này, anh ta gọi cho người giám sát của mình, người này nhớ lại anh ta đã hét lên. Khi quay lại, Zanfretta kể lại đã đụng độ những sinh vật cao tới 3 mét (9,8 ft), với làn da lốm đốm như thể họ béo hoặc mặc một bộ đồ nhàu nhĩ. Những sinh vật này có đôi mắt hình tam giác màu vàng và bàn chân có móng vuốt.
Khi người giám sát hỏi liệu anh ta có bị những gã này tấn công hay không, Zanfretta được cho là đã trả lời "No, non sono uomini, non sono uomini..." (Không, họ không phải là con người), vào lúc sự liên lạc bị đứt đoạn.
Zanfretta sau này được các đồng nghiệp phát hiện trong tình trạng bất tỉnh và "bị sốc".
Về sau, khi bị thôi miên, Zanfretta cho biết những sinh vật này đã bắt cóc anh ta và đưa anh ta vào một căn phòng sáng sủa trong con tàu của họ. Ông cũng thêm vào mô tả về chủng loài sinh vật ngoài hành tinh này rằng:
"Họ có màu xanh lục, mắt hình tam giác màu vàng, có gai to, thịt có màu xanh và da đầy nếp nhăn y như người già. Miệng của họ trông giống như được làm bằng sắt, họ có những đường gân đỏ trên đầu, tai nhọn và cánh tay có móng tay... với những thứ hình tròn... Họ đến từ thiên hà thứ ba."— Rino Di. Stefano, The Zanfretta Case: Chronicle of an Incredible True Story (2014)

## Kết quả
Vụ việc trở nên nổi tiếng sau khi Zanfretta được mời tham gia chương trình Portobello để kể câu chuyện của mình.
Carabinieri đã tiến hành một cuộc điều tra, họ có thể tìm ra 52 nhân chứng cũng xác nhận nhìn thấy UFO. Theo một người, con tàu xuất hiện lúc 19 giờ 30 phút ngày 6 tháng 12 và bay lơ lửng ở độ cao xấp xỉ 1.500 mét (4.900 ft). Khi Zanfretta kể là con tàu đã chạm xuống gần mặt đất, các nhà điều tra ghi nhận có một dấu ấn hình móng ngựa có đường kính khoảng 2 mét (6,6 ft).

## Ảnh hưởng văn hóa
Biến cố này là chủ đề của vở kịch "Loro– Storia vera del più famoso rapimento alieno in Italia" (Câu chuyện có thật về vụ người ngoài hành tinh bắt cóc nổi tiếng nhất ở Ý).